# Пісний Ігор Павлович
Ігор Павлович Пісний (нар. 16 березня 1975, Поздєєвка, Ромненський район, Амурська область, СРСР) — український актор театру і кіно. Заслужений артист України (2025).

## Життєпис
Народився 16 березня 1975 року в Поздєєвці Ромненського району Амурської області. 
У 1996 році закінчив Хмельницьке музичне училище імені Владислава Заремби.
У 2000 році закінчив Київський національний університет театру, кіно і телебачення імені Івана Карпенка-Карого за спеціальністю актор драматичного театру та кіно (творча майстерня Бориса Ставицького), а в 2012 році здобув кваліфікацію  організатор театральної справи викладач. 
Від 2014 року актор драми першої категорії Академічного театру юного глядача на Липках.

## Театральні роботи
Київський академічний театр юного глядача на Липках
- СОН — Художник
- Ромео і Джульєтта — С-р Монтеккі
- Дванадцять місяців — Січень
- Мене прислав доктор гоу — Артур Келлер
- Сирена та Вікторія — Ашот
- Ле тяб бет — Король
- Ревізор — Артем Пилипович Земляніка
- Невидима з солодкого королівства — Король
- Місяць у селі — Іслаєв
- Чарівна Пеппі — Учні, мешканці міста, африканці
- Без вини винні — Нил Стратович Дудукін

## Фільмографія
Україномовні художні фільми
| Рік  | Назва                  | Роль                           |
| ---- | ---------------------- | ------------------------------ |
| 2019 | Халепа на 5 baksiv     | дядько Коля                    |
| 2012 | Мамо, я льотчика люблю | Олександр Санін - головна роль |
| 2004 | Залізна сотня          | Чумак                          |

Україномовні телесеріали
| Рік  | Назва    | Роль              |
| ---- | -------- | ----------------- |
| 2005 | Запороги | Юрій Хмельницький |

Російськомовні телесеріали та телефільми
| Рік  | Назва                          | Роль                                                   |
| ---- | ------------------------------ | ------------------------------------------------------ |
| 2017 | Не можу забути тебе            | епізод                                                 |
| 2016 | Фото на недобру пам'ять        | слідчий                                                |
| 2016 | Зведені сестри                 | однокласник Ірини та Сергія                            |
| 2016 | Поганий хороший коп            | Федір Кузнєцов                                         |
| 2016 | Йод (короткометражний)         |                                                        |
| 2015 | Офіцерські дружини             | комісар Круглов                                        |
| 2015 | Відділ 44                      | бізнесмен Ігор Леонідов, батько викраденої дівчини     |
| 2014 | Впізнай мене, якщо зможеш      | черговий в РВВС                                        |
| 2014 | Особиста справа                | майор Ігнатов, слідчий УСБ                             |
| 2014 | Справа для двох                | Доронін                                                |
| 2014 | Дворняжка Ляля                 | слідчий Володін                                        |
| 2014 | Брат за брата-3                | полковник Козлов                                       |
| 2014 | Білі вовки-2                   | Шаров, начальник служби охорони Малахова               |
| 2013 | Сашка                          | сутенер                                                |
| 2013 | Холостяк                       | капітан                                                |
| 2013 | Криве дзеркало душі            | слідчий                                                |
| 2013 | Жіночий лікар-2                | Павло Петрович Бойко, слідчий                          |
| 2013 | Подвійне життя                 | Вєршаков                                               |
| 2013 | Даша                           | Герасим, друг Артєм'єва                                |
| 2013 | Бомба                          | командир екіпажу                                       |
| 2013 | Агент                          | епізод                                                 |
| 2012 | Жіночий лікар                  | Павло Петрович Бойко, слідчий                          |
| 2012 | Повернення Мухтара-8           | Андрій Миколайович Нікітін, капітан, оперуповноважений |
| 2012 | Менти. Таємниці великого міста | капітан Льоша Макогон - головна роль                   |
| 2011 | Весна в грудні                 | майор (Немає в титрах)                                 |
| 2011 | Острів непотрібних людей       |                                                        |
| 2011 | Добридень Мамо                 | гінеколог                                              |
| 2011 | Справа була на Кубані          | Макар, помічник Вирви                                  |
| 2011 | Доставити за всяку ціну        | офіцер лісового патруля                                |
| 2011 | Екстрасенси-детективи          | Гіляровський                                           |
| 2011 | Дід                            | старшина                                               |
| 2010 | Маршрут милосердя              | Аполлон Віталійович, імпресаріо                        |
| 2010 | Єфросинія                      | приватник-водій (Немає в титрах)                       |
| 2010 | Зозуля                         | слідчий                                                |
| 2010 | Сусіди                         | Анатолій Титаренко, син тітки Галі                     |
| 2010 | Демони                         | Алік, опер                                             |
| 2010 | Віра Надія Любов               | епізод                                                 |
| 2010 | Брат за брата                  | Букін, сержант                                         |
| 2010 | Антиснайпер. Новий рівень      | опер                                                   |
| 2009 | Чужі душі                      | Саша, водій                                            |
| 2008 | Згідно із законом              | Костянтин Маслов                                       |
| 2008 | О, щасливчик!                  | епізод                                                 |
| 2009 | Блудні діти                    | епізод                                                 |
| 2008 | Хороші хлопці                  | підполковник ФСБ                                       |
| 2008 | Рідні люди                     | епізод                                                 |
| 2008 | Зачароване кохання             | епізод                                                 |
| 2007 | Старики-полковники             | епізод                                                 |
| 2007 | Антиснайпер                    | співробітник УБОЗ                                      |
| 2007 | Янгол-охоронець                | оперативник                                            |
| 2006 | Театр приречених               | епізод                                                 |
| 2006 | Золоті хлопці-2                | епізод                                                 |
| 2006 | За все тобі дякую-2            | епізод                                                 |
| 2006 | Дев'ять життів Нестора Махно   | епізод                                                 |
| 2006 | Вовчиця                        | Василь                                                 |
| 2005 | Повернення Мухтара-3           | Павло                                                  |
| 2005 | Новий російський романс        | епізод                                                 |
| 2005 | Зцілення любов'ю               | епізод                                                 |
| 2005 | Золоті хлопці                  | епізод                                                 |
| 2002 | Золота лихоманка               | епізод                                                 |
| 1999 | День народження Буржуя         | епізод                                                 |